# Johann Georg von Saurma-Jeltsch
George Adam Moritz Joseph Johann Graf von Saurma-Sterzendorf (* 22. Juli 1842 in Sterzendorf, Landkreis Namslau, Provinz Schlesien; † 22. Dezember 1910 in Breslau) war Fideikommissbesitzer und Mitglied des Deutschen Reichstags.

## Leben
Saurma-Jeltsch Eltern waren Johanna Reichsgräfin zu Solms und Tecklenburg und der Gutsbesitzer Reichsfreiherr Ernst von Saurma von und zu der Jeltsch (* 1880). Der Vater war Erbherr der bereits 1569 gestifteten Fideikommissherrschaft Sterzendorf in Niederschlesien und der Allodialgüter Boroschau und Gottersdorf in Oberschlesien. George, so sein erster Rufname, besuchte das Gymnasium in Sagan. Er war dann als Erbe Fideikommissbesitzer auf Sterzendorf, Königlich Preußischer Kammerherr, Rittmeister und Ehrenritter des Malteserordens. Ferner war er Amtsvorsteher, Mitglied des Kreistages und des Kreis-Ausschusses. 
Ab 1867 war er verheiratet mit Rosa Gräfin von Wurmbrand-Stuppach (* 1844; † 1916), Tochter des Erbgrafen Ernst von Wurmbrand-Stuppach (* 1804; † 1846) und der Rose Gräfin Teleki von Szék (* 1818; † 1890). Die Hochzeit fand in Golßen in der Niederlausitz statt, eines der Güter der Familie zu Solms-Baruth. Rose Teleki von Szék heiratete in zweiter Ehe den späteren Fürsten Friedrich I. zu Solms, dem auch Schloss Golßen gehörte. Das Ehepaar George und Rose hatte die Tochter Erna (* 1869; † 1946) und die Söhne Ernst (* 1874; † 1929), Friedrich (* 1878; † 1935), Hermann (* 1880) und Konrad (* 1886; † 1942). Da der Erbe Ernst früh verstarb, bekam Friedrich den Grafenstatus, die anderen Kinder blieben beim Freiherrentitel. Friedrich Graf von Saurma-Sterzendorf war mit Elisabeth Wenzel Freiin von Sternbach liiert und übergab die Besitzungen des Großvaters, Waldgut Sterzendorf mit Kl. Steinersdorf und Gr. Steinersdorf im Sinne des Majorats an ihren ältesten Sohn George Friedrich Graf von Saurma-Sterzendorf, Freiherr von und zu der Jeltsch, so der vollständige Familienname.
Von Januar 1890 bis 1898 war George Graf von Saurma-Sterzendorf Mitglied des Deutschen Reichstags für den Wahlkreis Regierungsbezirk Breslau 4 Namslau, Brieg und die Deutschkonservative Partei. Seine Nachfahren lebten nach den Enteignungen 1945 in Bayern, Baden-Württemberg und Paris.
George Graf von Saurma-Sterzendorf erhielt am 27. Oktober 1897 im Neuen Palais zu Potsdam den preußischen Grafentitel, im Sinne der Primogenitur, geknüpft an den Besitz Sterzendorf, seit 1604 in der Hand der Familie und zuletzt ein 1442 ha großes Waldgut. Hinzu kam noch Kl. Steinersdorf mit 704 ha, seit 1623 denen von Saurma zugehörig.